# 兰德公司
兰德公司（英語：RAND Corporation）是美国的一所智库。在其成立之初主要为美国军方提供调研和情报分析服务。其后组织逐步扩展，并为其他政府以及盈利性团体提供服务。雖名稱冠有「公司」（Corporation），但實際上是登記為非營利組織。

## 簡介
宗旨

兰德宗旨是一所旨在透過慈善、教育和科技促进未来美国公众福利、提高社会安全的非盈利性组织。
兰德计划

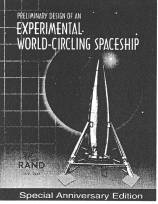
早期為空軍發表的研究為主

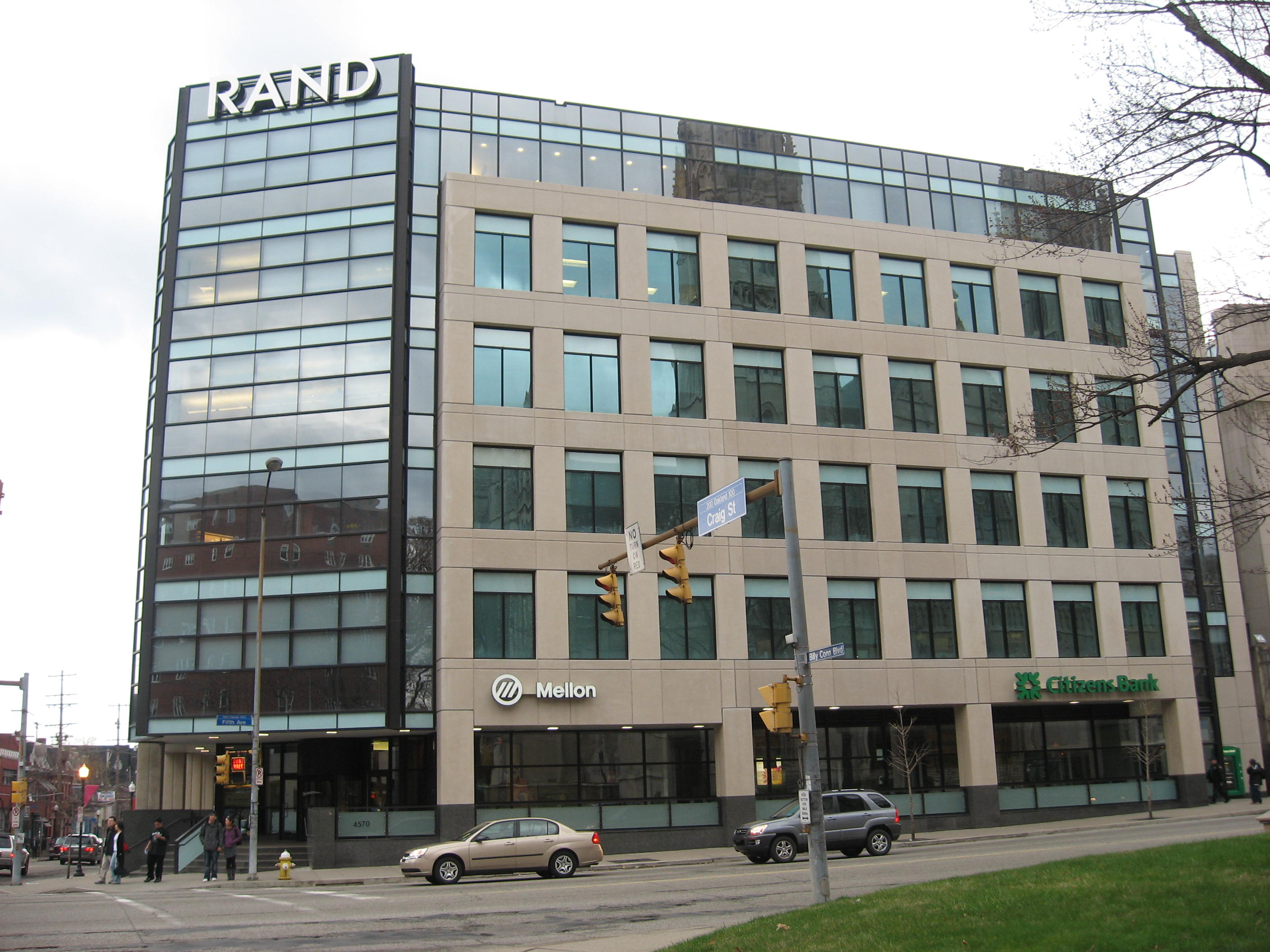
賓州分社辦公室

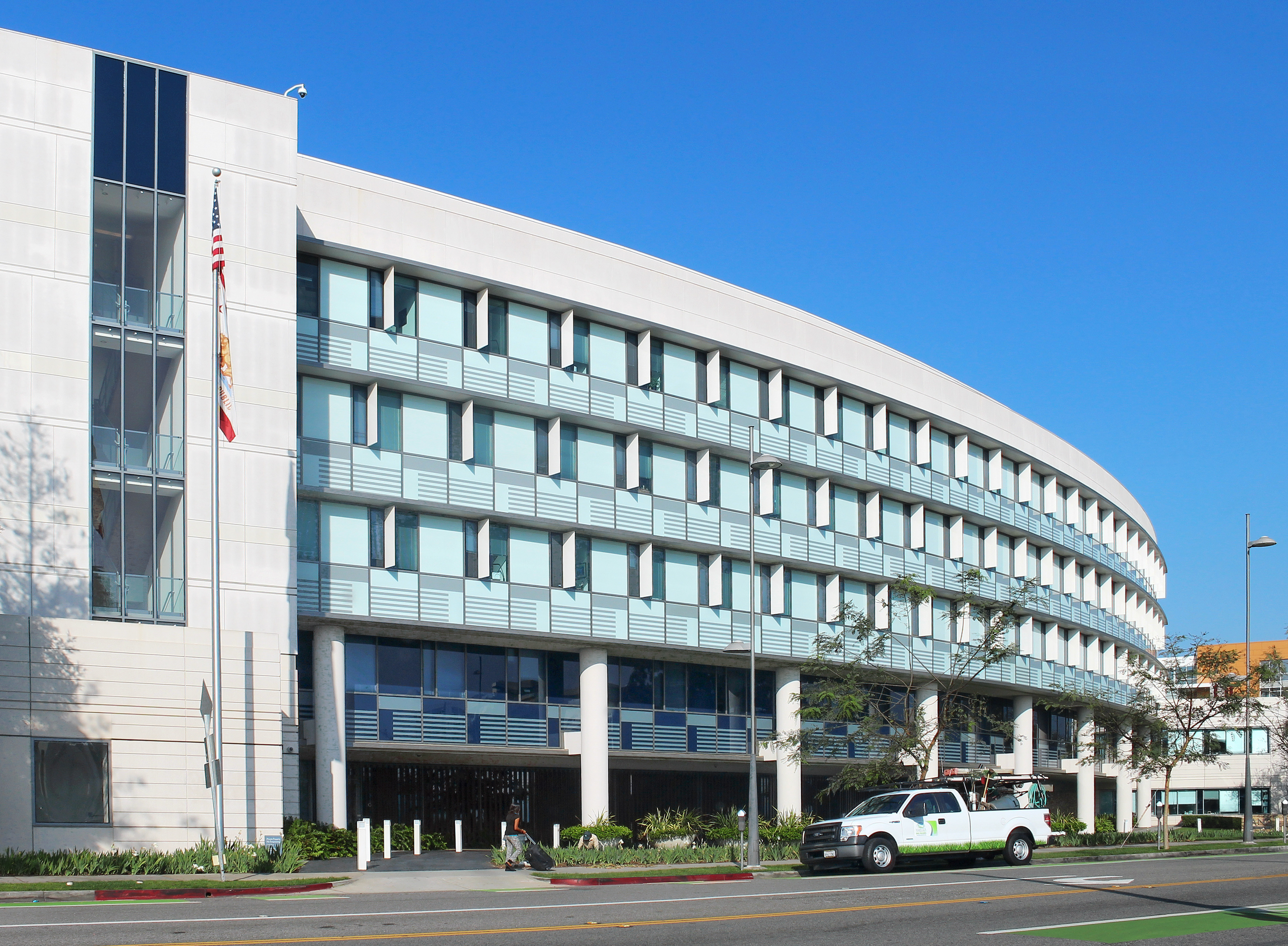
加州总部

兰德公司的前身是美国空军1945年立项的“兰德计划”。当时的道格拉斯飞机公司承接了这个项目。同年，“兰德计划”发表了《环球航天飞机实验计划的初步构想》。1948年5月，兰德獲得福特基金會資助从道格拉斯公司中脱离出来，成为一个独立的智库组织。根据1994年年报，兰德公司的研究中三分之二与国家安全事务有关。
1957年蘭德在預測報告中詳細地推斷了前蘇聯發射第一顆人造衛星的時間，与實際發射時間僅差兩周，使五角大樓震惊。從此蘭德智囊團名聲顯赫。
現況

現在兰德拥有1600位左右的员工。他们主要在下列地点工作：
- 加利福尼亚圣莫尼卡
- 弗吉尼亚阿林顿
- 宾夕法尼亚匹兹堡
- 麻萨诸塞州波士顿
- 比利时布鲁塞尔
- 英国剑桥
- 澳大利亚堪培拉

研究項目

兰德公司在发展系统分析方面有成就。美國政府認為其在航空系统和美国航空计划，电脑和人工智能等方面做出了重要的贡献。还开发了许多应用于建立当今互联网的技术原理。目前的研究领域包括：
- 儿童政策
- 民主和犯罪司法
- 教育
- 环境和能源
- 健康
- 国际政策
- 劳动力市场
- 国家安全
- 人口和宗教研究
- 科学和技术
- 社会福利
- 恐怖主义
- 交通

蘭德也发行了非常多的出版物，最畅销的书籍是《百万乱数表》（A Million Random Digits）。
兰德也是世界上最大最重要的健康保险研究组织之一。由美国健康教育和社会福利署投资兴建的兰德健康保险研究室还成立了一家保险公司用来比较提供诊疗与提供健康服务之间的成本。兰德公司也是弗里德里克帕蒂（Frederick S. Pardee）兰德研究生院的所在地，它是最早有关公共政策的研究生项目之一，同时也是第一家授予博士学位的院校。这个项目的独特之处在于学生与兰德的分析师一起工作，解决现实社会中的问题。校园所在地时兰德公司圣莫尼卡（Santa Monica）总部。

## 報告言論
兰德報告項目範圍廣泛，但國際關係與軍事相關報告較常被國際媒體報導，形成知名度，而其各種報告中有預言準確的，也有預言失準，也有根據某種假設情境展開的推演，而假設情境未發生後也就失去價值。
- 2013年預測北韓正在衰退中，政權垮台可能在毫無預警的情況下突然發生。美中兩國必須為此一情境預先商討，避免雙方猜忌下都出兵半島導致核大國之間戰爭。而直到2018年美朝領導人見面峰會後，北韓依然沒有崩潰跡象，各種觀光客和外交官傳出的北韓內部景象，也未看出崩潰跡象。[9]
- 2017年報告稱美國軍事預算錯置，金額看似龐大但人工成本與物價都比中俄高所以是高估，而大量錢花在新建大航母和大潛艦上是錯誤，應該加強資通系統和現有裝備升級，否則以目前軍力狀態與中俄開戰將戰敗。[10]
- 烏克蘭事件後蘭德評估報告稱，從武器與戰備水準、民心士氣來估算，若北約和俄羅斯開戰將大敗，俄軍將橫掃歐洲，所以必須避免此一情況。[11]
- 2015年報告《中美軍事記分卡》（The US-China Military Scorecard）認為美國在台海或東亞與中國開戰，就算投入全部可用軍力，於初期取得制空權的可能性完全不存在，這將導致美國只有兩種結局一種是撤退戰敗，另一種是付出巨大死傷和漫長戰爭的慘勝，這一場景可能影響美國政界和民眾的決策走向。如果在中國大陸周邊地區開戰必須面對一個現實就是防禦方的優勢巨大，能動用的基地數量遠高於美國，這導致每一場戰鬥中能投入的戰機和艦艇有大比例數量優勢，美軍的質優勢有多少，而質優勢能否抵銷量優勢，兰德認為恐不樂觀，同時日韓等盟國由於經濟聯繫與地理距離太近，懼怕遭到報復，屆時有很大可能拒絕參與戰爭，拒絕美國使用基地，此一情境一直沒有在美軍推算之內是必須糾正的思維。[12]
- 2018年中旬於《國家利益》雜誌發表報告，美國必須面對現實，在自身國際運作力量衰落遠不如上世紀七八零年代的現況下，面對中國開始輸出其價值觀和國際治理概念，美國必須放棄傳統以力量壓服的方式，而採取參與並軟性影響的方式來應對，尤其必須參加亞投行和一帶一路專案，[13]參與之後才能在內部發揮影響力，並讓中國持續留在現有國際規則內而非另起爐灶另創規則體系的更糟結果[14]。美國越多壓服性作法只會讓共產黨在國內支持度不斷維持在高位，從而更加幫助其國際進攻力量。此外文章認為美國還有許多人至今沒體認一個現實，也就是在這個時代如果沒有先溝通獲得中國的默許，讓其居於暗中破壞的一方，那任何國際規則或秩序最終都無法存在或運轉，不需在意中國想法的時代已經永遠結束。
- 蘭德報告《真相的凋零（Truth Decay）》[15]認為網路時代造成傳統的單一權威訊息來源機制瓦解，社會日漸難以治理，基于观点和个人体验的相关话题越来越多，而盖过事实，例如某一城市感覺經濟狀態好與壞的人各一半一半，甚至覺得好的人略多，然而經濟落敗者有較多空閒時間和較強動機在網上撰寫文章，若再加上有心人帶動風向，最後會造成一種偏離事實的公眾印象該城市經濟極壞，進而影響一些實體企業前往洽商或設廠考量，形成弄假成真的效應。

金融海嘯後又加入了一種情緒就是公眾對菁英階層出具的報告和論點有極大懷疑和厭惡感，加劇了社會無東西可相信的風氣，而沒有公眾認可資料作基礎依据，社会几乎不可能对重要的政策和议题进行有意义的辩论，民主國家治理與辯論將極度困境，最終造成社會極端化和民粹化，而那一類型的政治人物也將得利，最後主導政府，国际上信用减损；而一旦对手和盟友开始质疑美国的信用，外交上挑战也会加剧。
- 蘭德公司分析師萊爾·莫裡斯（英語：Lyle Morris）針對南海爭議指出：中國在西沙群岛和南沙群岛部署導彈，將影響美國軍隊在亞太地區的行動方式；因為這些導彈射程較遠，美國最好的對策是找出新的有創意的方式，否則美國在面對中國遠射程導彈攻擊的大多數緊急狀況，會來不及反應。[16]

## 著名兰德公司参与者
- 亨利·阿诺德：兰德公司创始人，前美国空军将军。
- 肯尼斯·阿罗：经济学家，1972年诺贝尔奖获得者，提出了社会选择研究中的不确定理论。
- 保罗·巴兰：信息包交换发明者之一，这项技术被用于Arpanet以及之后的互联网上。
- 巴里·波姆：软件经济学专家，COCOMO（一种软件开发周期估算方法）的发明者。
- 乔治·丹齐格：数学家，线性规划简易算法的发明者。
- 詹姆斯·基洛吉利：解密专家，计算机科学家。
- 塞希尔·哈斯廷斯：程序员，撰写了软件工程著作《接近数字计算机》（普林斯顿大学出版社1955年）。
- 艾伦·纽厄尔：人工智能先驱
- 赫伯特·西蒙：经济学家，曾获得诺贝尔奖。
- 保罗·奥尼尔：90年代后期的公司主席。
- 丹尼尔·艾尔斯伯格：五角大楼文件泄漏者。
- 约翰·冯·诺伊曼：数学家
- 约翰·福布斯·纳什：数学家，诺贝尔经济学奖得主。
- 赫尔曼·卡恩：核战理论家，情景规划的发明人之一。
- 刘易斯·利比：切尼的前任首席幕僚（页面存档备份，存于）
- 寺泽克明：经济学家
- 唐纳德·拉姆斯菲尔德：原兰德公司主席（1981－1986年），曾任美国国防部长（2001－2007年）。
- 康多莉扎·赖斯：原兰德公司理事（1991－1997年），前美国国务卿（2005年）。
- 弗朗西斯·福山：政治理论家，作家。
- 托马斯·谢林：经济学家，诺贝尔经济学奖得主。
- 扎勒米·哈利勒扎德：美国驻伊拉克大使
- 瑪格麗特·米德 ：美国人类学家
- 詹姆斯·索姆森（James Thomson）：兰德公司CEO（1989－至今）
- 麦克尔·D·瑞区：兰德执行副总裁（1993－至今）
- 弗兰克·卡鲁奇：理事
- 霍华德·布朗：理事
- 沃尔特·蒙代尔：前理事
- 卡尔·比尔特：理事，前瑞典首相。

## 逸聞
- 中華人民共和國流传很广一则兰德轶事：朝鲜战争前兰德受军方委托得出结论“中国将出兵朝鲜”，全文报价500万美元但军方一笑置之，过后才发觉兰德的高明。但是此說並不正確也沒有這報告出現過，屬於都市傳說[17]。
- 網上流傳“2020年中国将成为世界上最穷的国家”和“兰德公司对中国人的评价”也只是謠言，兰德公司称从未发表过这些文章所引用的评论或报告，这些杜撰剪貼文章亦不代表兰德观点。[18]
- 有些人认为兰德的名字是“调研和发展”缩写（"R"esearch "AN"d "D"evelopment），而美國空軍前參謀長柯蒂斯·勒梅上將则讽刺为“研究并得不到结果”（"Research And No Development".）
- 电影《奇爱博士》（Dr. Strangelove or: How I Learned to Stop Worrying and Love the Bomb）狠狠讽刺了兰德公司，因为片名源自兰德公司的一项研究。